# Privégebruik auto
Privégebruik auto is een Nederlandse forfaitaire regeling voor de ondernemer of werknemer die een auto (personenauto of bestelbus) van de zaak ook privé mag gebruiken. Er hoeven hierdoor privé geen uitgaven voor de auto te worden gemaakt. Hierdoor wordt een voordeel behaald ten opzichte van iemand met een privéauto. In de omzetbelasting, inkomstenbelasting en loonbelasting wordt dit voordeel belast. Dit wordt ook wel de fiscale bijtelling (ook kortweg bijtelling) of autokostenforfait genoemd. Deze forfaitaire regeling is voor het eerst in 1951 vastgelegd in de Nederlandse wet als aanvulling op het Besluit op de Inkomstenbelasting 1941.

## Privégebruik van de auto voor de ondernemer
Een ondernemer bepaalt bij de aanschaf van een auto of deze tot het ondernemers- of privévermogen behoort. Deze afweging moet voor zowel de omzetbelasting als de inkomstenbelasting afzonderlijk gemaakt worden. Dit wordt ook wel vermogensetikettering genoemd. Privégebruik van de auto is alleen van toepassing op de ondernemer die zijn auto als ondernemingsvermogen heeft geëtiketteerd en deze ook privé gebruikt.

### In de inkomstenbelasting
Als een ondernemer op jaarbasis meer dan 500 kilometer aan privé-kilometers maakt in een tot zijn ondernemersvermogen behorende auto, moet een percentage van de cataloguswaarde van de auto bij de belastbare winst worden opgeteld (bijtelling of onttrekking), echter nooit meer dan de autokosten plus afschrijving van de auto. De hoogte van de bijtelling is afhankelijk van het soort motor, de zuinigheid en de leeftijd van de auto.
De Wet van 22 december 2011 tot wijziging van de Wet op de belasting van personenauto's en motorrijwielen 1992, de Wet op de motorrijtuigenbelasting 1994 en enige andere wetten (Wet uitwerking autobrief) bepalen voor een aantal jaren de zuinigheidsgrenzen en de percentages. Per 1 juli 2012:
Motor met compressieontsteking (dieselmotor)
| CO2-uitstoot per kilometer | Minder dan 15 jaar geleden in gebruik genomen | meer dan 15 jaar geleden in gebruik genomen |
| -------------------------- | --------------------------------------------- | ------------------------------------------- |
| meer dan 114 gram          | 25%                                           | 35%                                         |
| tussen de 92 en 114 gram   | 20%                                           | 30%                                         |
| minder dan 92 gram         | 14%                                           | 24%                                         |

Motor zonder compressieontsteking (andere motor)
| CO2-uitstoot per kilometer        | Minder dan 15 jaar geleden in gebruik genomen | meer dan 15 jaar geleden in gebruik genomen |
| --------------------------------- | --------------------------------------------- | ------------------------------------------- |
| meer dan 132 gram                 | 25%                                           | 35%                                         |
| tussen de 102 en 132 gram         | 20%                                           | 30%                                         |
| meer dan 0 en minder dan 102 gram | 14%                                           | 24%                                         |
| 0 gram (tot 1 januari 2015)       | nihil                                         | 10%                                         |

De bijtelling blijft achterwege als er op jaarbasis minder dan 500 kilometer aan privé-kilometers met de auto wordt gereden. Het is aan de ondernemer om aan te tonen (vrije bewijsleer) dat dit het geval is, bijvoorbeeld door een sluitende rittenregistratie bij te houden. Voor de ondernemer wordt het woon-werkverkeer als zakelijke kilometers gerekend.

#### Wijzigingen in 2014
Op 1 januari 2014 worden de CO2-grenzen om in aanmerking te komen voor een lager bijtellingspercentage aangescherpt. Voor bijvoorbeeld de, meest populaire, 14-procentcategorie zijn de grenzen voor een dieselauto naar beneden bijgesteld naar maximaal 85 g/km CO2 en een benzineauto naar maximaal 88 g/km - ten opzichte van 88 en 95 g/km in 2013. Daarnaast moet er nu ook voor nul-emissieauto's (in de praktijk elektrische auto's) 4% worden bijgeteld en is het percentage voor auto's met een zeer lage emissie (minder dan 50 g/km) verhoogd naar 7%.

#### Wijzigingen in 2015
Op 1 januari 2015 worden wederom de grenzen voor de bijtellingspercentages aangescherpt. Zo wordt er geen onderscheid meer gemaakt tussen benzine- en dieselvoertuigen. Alleen voertuigen die 100% elektrisch worden aangedreven vallen in de categorie met 0% bijtelling. Voertuigen die tot 51 gram CO2 per kilometer uitstoten vallen in de categorie van 7% bijtelling. Bij een uitstoot van 52 tot 82 g/km wordt er een tarief van 14% bijtelling gehanteerd, bij 83 tot 110 g/km, 20% en boven de 110 g/km wordt 25% bijtelling berekend.

#### Wijzigingen in 2016
Na veel discussie en overleg met diverse brancheorganisaties worden de normen voor 2016 nog scherper: de voertuigen die in 2015 nog volledig bijtellingsvrij zijn (dus 100% elektrisch) krijgen in 2016 een bijtellingspercentage van 4%. Voertuigen die 1 t/m 50 g/km uitstoten worden met 15% bijtelling belast. Stoot het voertuig tussen de 51 en 106g/km uit dan wordt er 21% bijtelling berekend en voertuigen met een uitstoot boven de 106 vallen in de hoogste categorie van 25% bijtelling.

#### Wijzigingen in 2017
Voor 2017 stonden er grotere wijzigingen op stapel en deze werden in de loop van 2015 door de staatssecretaris bekendgemaakt met de Autobrief 2.
- 0 gram CO2-uitstoot per kilometer: 4 procent bijtelling voor waterstofauto's (4 procent bijtelling tot een cataloguswaarde van 50.000 euro voor andere nul-emissie auto's, de rest van de aanschafprijs wordt dan aangeslagen op 22 procent)
- Meer dan 0 gram CO2-uitstoot: 22 procent bijtelling

#### Wijzigingen in 2020
- 0 gram CO2-uitstoot per kilometer: 8 procent bijtelling voor waterstofauto's (8 procent bijtelling tot een cataloguswaarde van 45.000 euro voor andere nul-emissie auto's, de rest van de aanschafprijs wordt dan aangeslagen op 22 procent)
- Meer dan 0 gram CO2-uitstoot: 22 procent bijtelling

### In de omzetbelasting
Sinds 1 juli 2011 is voor de omzetbelasting voor het privégebruik van de – tot het ondernemersvermogen behorende – auto een nieuwe regel van toepassing. De rechtbank van Haarlem heeft op 16 juni 2011 geoordeeld dat het op andere wijze heffen van de omzetbelasting over het privégebruik voor milieuvriendelijke en milieuonvriendelijke auto's in strijd is met het gelijkheidsbeginsel.
Ondernemers met een zuinige auto waren tot dan toe minder omzetbelasting verschuldigd dan diegenen met een minder zuinige auto. Voor de omzetbelasting was een percentage van 12% van de onttrekking in de inkomstenbelasting verschuldigd.
De omzetbelasting (voorbelasting of btw) op de aanschaf, onderhoud en gebruik van de tot het ondernemersvermogen behorende auto mag worden afgetrokken. Dit geldt ook voor een leaseauto. Over het werkelijke privégebruik is omzetbelasting verschuldigd. Om dit te kunnen berekenen moet een sluitende kilometeradministratie worden bijgehouden. De verschuldigde omzetbelasting wordt berekend door middel van de herzieningsregeling voor roerende goederen. In het kort komt de herzieningsregeling erop neer dat na aanschaf van de auto jaarlijks wordt bepaald hoe hoog het privégebruik is ten opzichte van het zakelijk gebruik. Over het privédeel moet de ondernemer vervolgens 21% btw afdragen.
Als de werknemer een vergoeding betaalt aan de werknemer, is over de vergoeding 21% omzetbelasting verschuldigd.
Als de ondernemer geen kilometeradministratie wil bijhouden kan gekozen worden voor een forfaitair privégebruik van 2,7% van de catalogusprijs van de auto. De catalogusprijs is inclusief btw en bpm. In dit geval draagt de ondernemer jaarlijks 2,7% van de catalogusprijs aan btw af. Als de auto vijf (5) jaar in gebruik is, draagt de ondernemer jaarlijks 1,5% aan omzetbelasting af over de catalogusprijs (in plaats van 2,7%)

## Kritiek
Er is ook kritiek op de huidige bijtellingsregeling. Zo bleek uit onderzoek van TNO dat auto's waarvoor 7% bijtelling geldt in de praktijk helemaal niet zuiniger zijn dan auto's in de 14%-categorie. Dit komt ook doordat de regeling gericht is op automobilisten die in een auto van de zaak rijden en die dus zelf de brandstof niet betalen, waardoor ze minder geneigd zijn om de auto optimaal te gebruiken. Bij plug-inhybrides is er weinig stimulans om de accu via het stopcontact op te laden, bij groen gas om om te rijden naar een speciaal tankstation.

## Privégebruik van de auto voor de werkgever
Als een werknemer in een auto van de werkgever rijdt dan kan de Regeling privégebruik auto van de werkgever van toepassing zijn. Het privégebruik wordt in de loonbelasting bij de werknemer belast. De werkgever is over het privégebruik omzetbelasting verschuldigd.

### In de loonbelasting
Een werknemer die ook voor privé-doeleinden in een auto van de zaak rijdt wordt hierover via de loonbelasting belast. Indien aangetoond kan worden (door bijvoorbeeld een sluitende rittenadministratie) dat de werknemer op jaarbasis minder dan 500 privé-kilometers in deze auto rijdt, blijft de bijtelling achterwege. De werkgever telt elk loontijdvak een evenredig deel van het voordeel bij. Het voordeel is net als in de inkomstenbelasting een percentage van de cataloguswaarde van de auto. De bijtellingspercentages zijn gelijk aan die zoals gehanteerd in de bijtelling in de inkomstenbelasting (zie boven).
Als de werknemer een eigen bijdrage aan de werkgever betaalt, wordt deze van de bijtelling afgetrokken. De bijtelling kan nooit lager zijn dan nul. Is het werkelijke privégebruik hoger dan de forfaitaire bijtelling dan geldt het werkelijk privégebruik. Deze situatie treedt op als de auto maar weinig voor zakelijke ritten wordt gebruikt.
In bepaalde gevallen zijn afwijkende regels van toepassing. Het gaat hier onder andere om:
- de vereenvoudigde rittenregistratie voor rijinstructeurs
- de toepassing van eindheffing bij gebruik van een bestelauto door meerdere personen
- de 'Handreiking privégebruik auto voor de autobranche'
- de bestelauto is (bijna) uitsluitend geschikt voor vervoer van goederen
- bijzondere auto's.

### In de omzetbelasting
Gebruikt een werknemer de auto van de zaak ook voor privé-doeleinden, dan zijn voor de omzetbelasting dezelfde regels als die voor de ondernemer van toepassing.